# Mike Rinder
Michael John Rinder (Adelaide, 10 aprile 1955 – Palm Harbor, 5 gennaio 2025) è stato un dirigente d'azienda australiano naturalizzato statunitense.
Fu per anni il portavoce della chiesa di Scientology  rivestendo anche il ruolo di direttore esecutivo dell'Ufficio degli Affari Speciali e di direttore della Church of Scientology International .

## Biografia
Rinder entrò in Sea Org a diciotto anni. In una intervista al Rolling Stone affermò di avere vissuto la discriminazione in Australia quando Scientology fu bandita da quella nazione e anche possedere un libro di Scientology era proibito . Durante la sua vita in Scientology come portavoce rilasciò diverse interviste a giornali e TV.
Nel marzo del 2007 Rinder si occupò di difendere Scientology da John Sweeney che stava preparando il documentario per la BBC intitolato Scientology and Me.. Ma il leader del movimento David Miscavige non ne apprezzò gli sforzi  e lo relegò nelle strutture di Scientology nel Sussex in Inghilterra. Rinder decise quindi di lasciare Scientology dopo tantissimi anni ai vertici dell'organizzazione.
Rinder divorziò dalla moglie (rimasta in Scientology) dopo 35 anni di matrimonio. La biografia dell'uomo fu tolta dal sito di Scientology.. Non vide più i due figli, rimasti con la moglie, dal 2007. 
Nel 2009, Rinder rifiutò un'intervista al St Petersburg Times. Alcuni mesi dopo, due avvocati di Scientology andarono a fargli visita dicendogli che sapevano che i giornalisti gli avevano fatto visita e volevano sapere cosa a loro avesse detto . Dopo questo evento Rinder si decise a parlare col Times raccontando le violenze e il clima di terrore che pervade l'organizzazione di Scientology.
Rinder è morto il 5 gennaio 2025 per le complicazioni di un tumore esofageo.